# مطبخ غاني

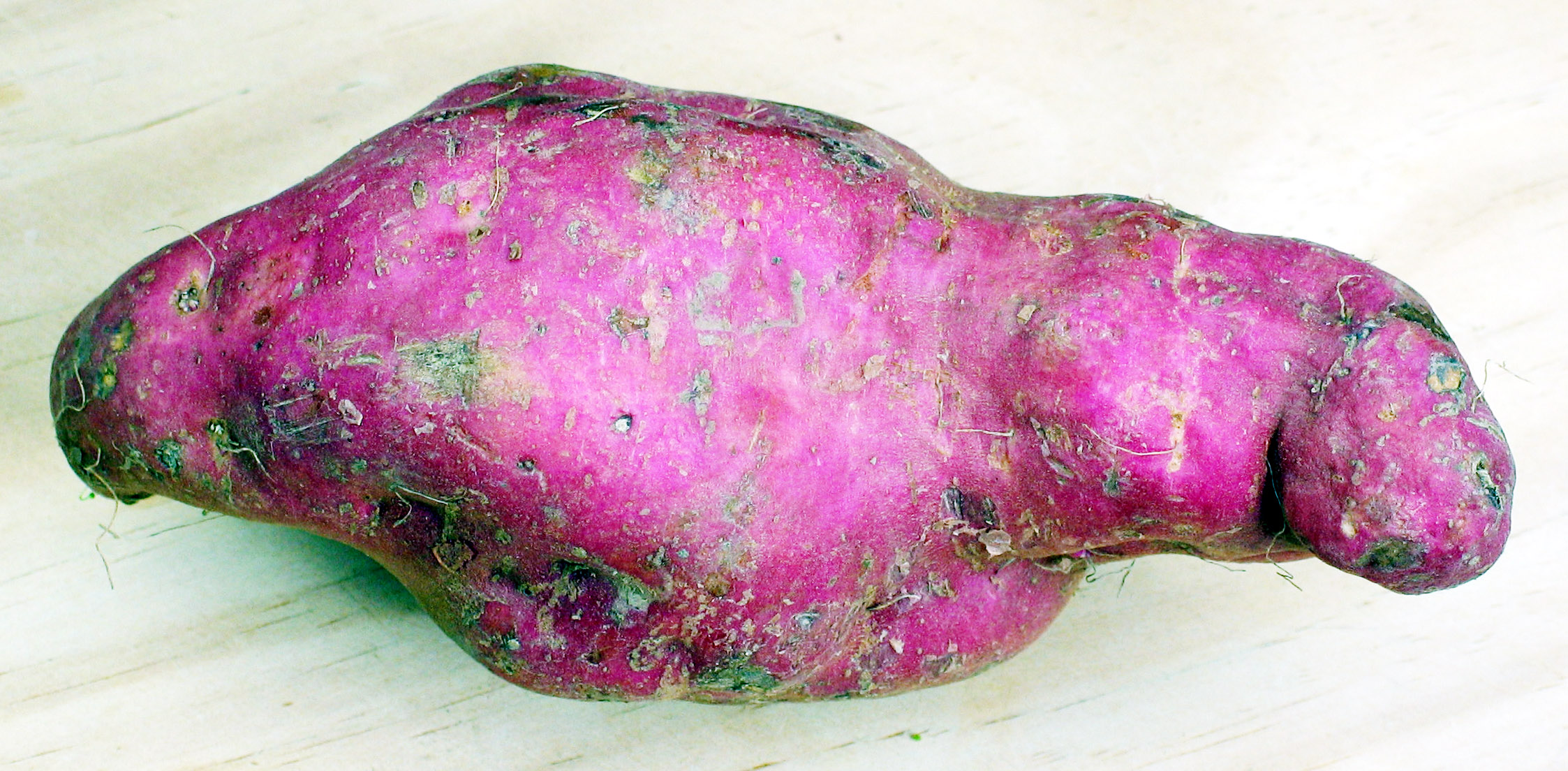
البطاطا

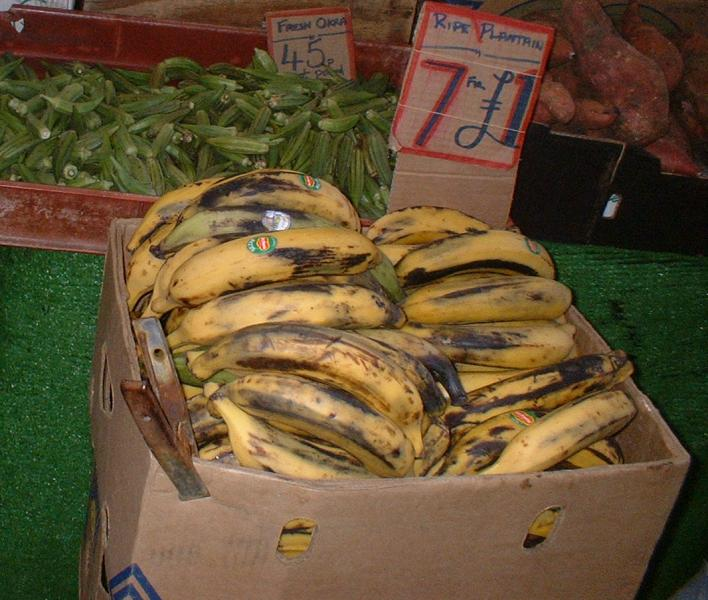
موز ناضج

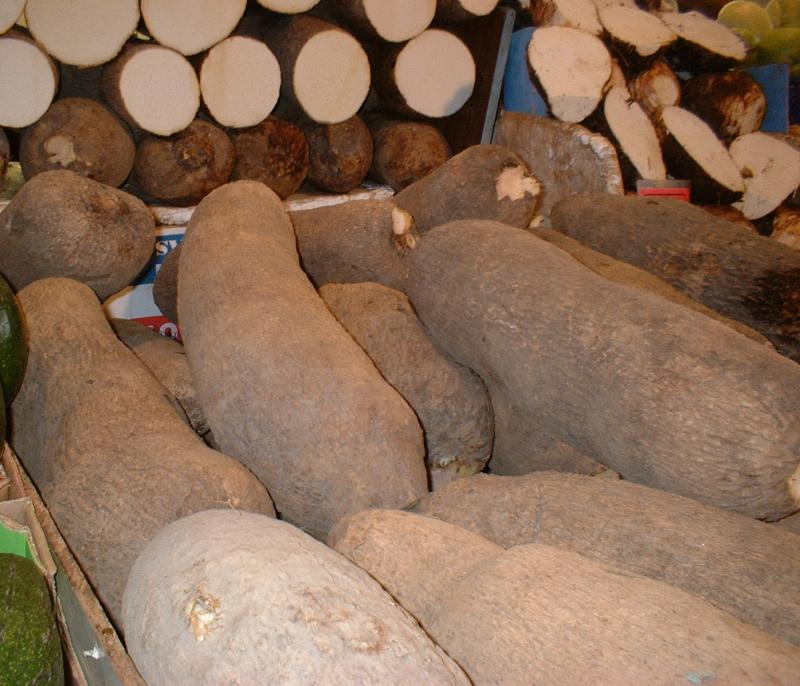
يام

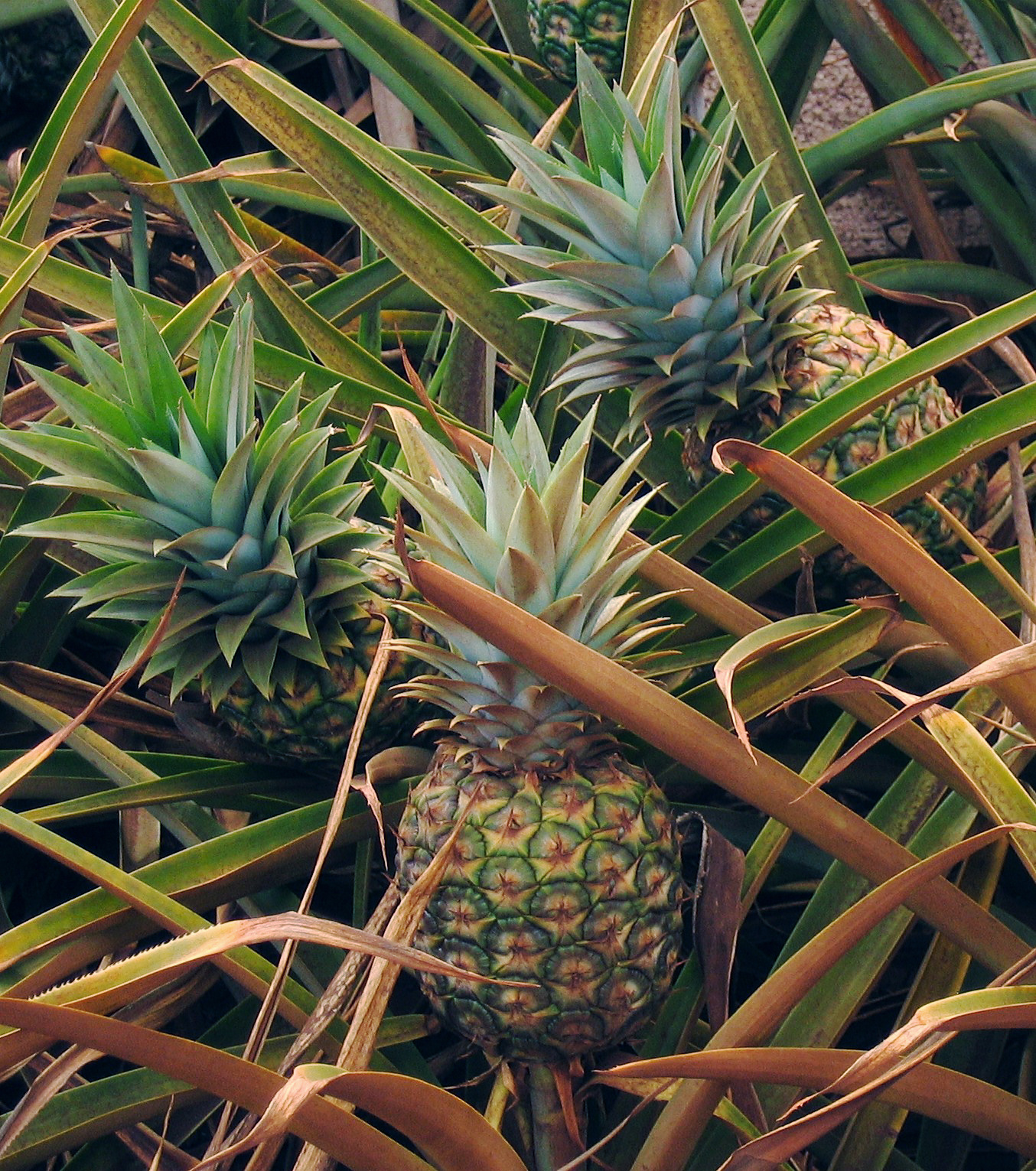
الأناناس

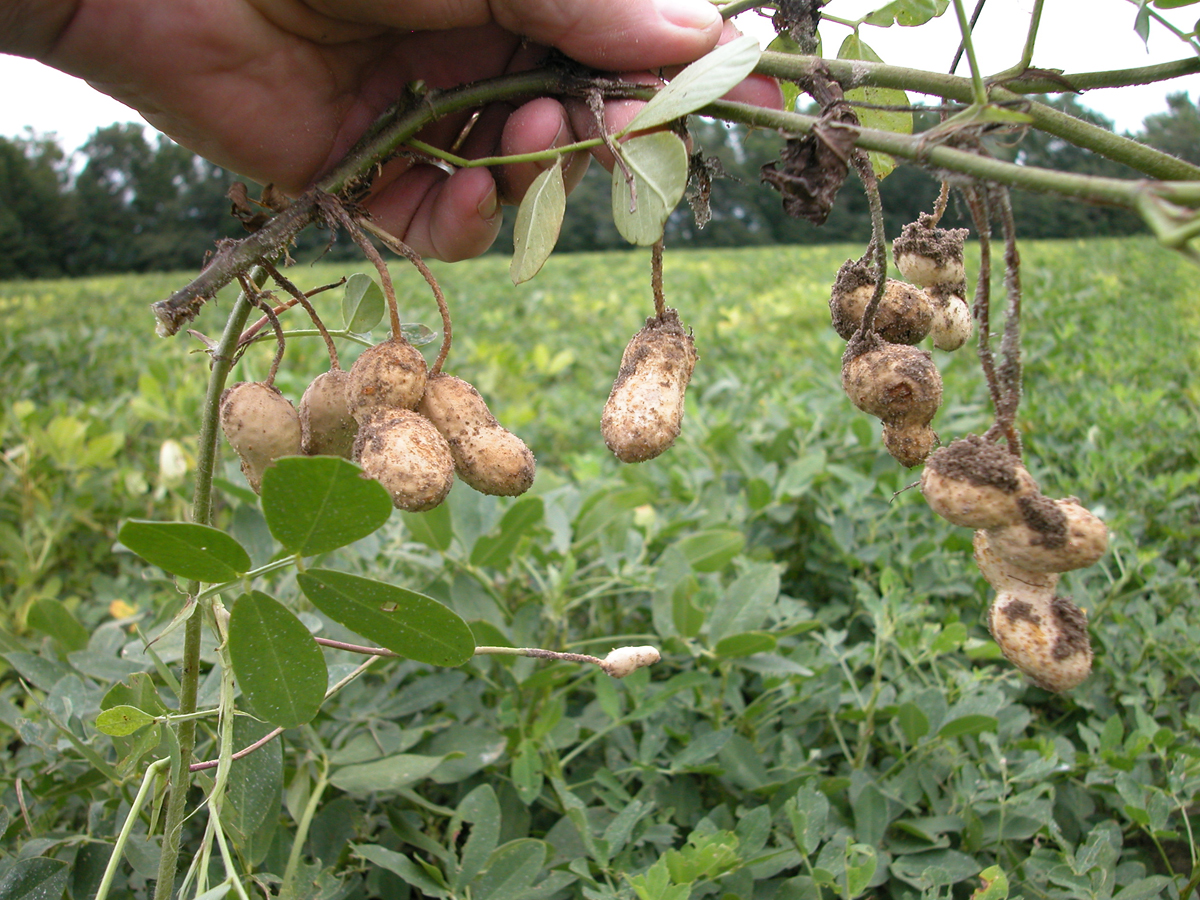
الفول السوداني

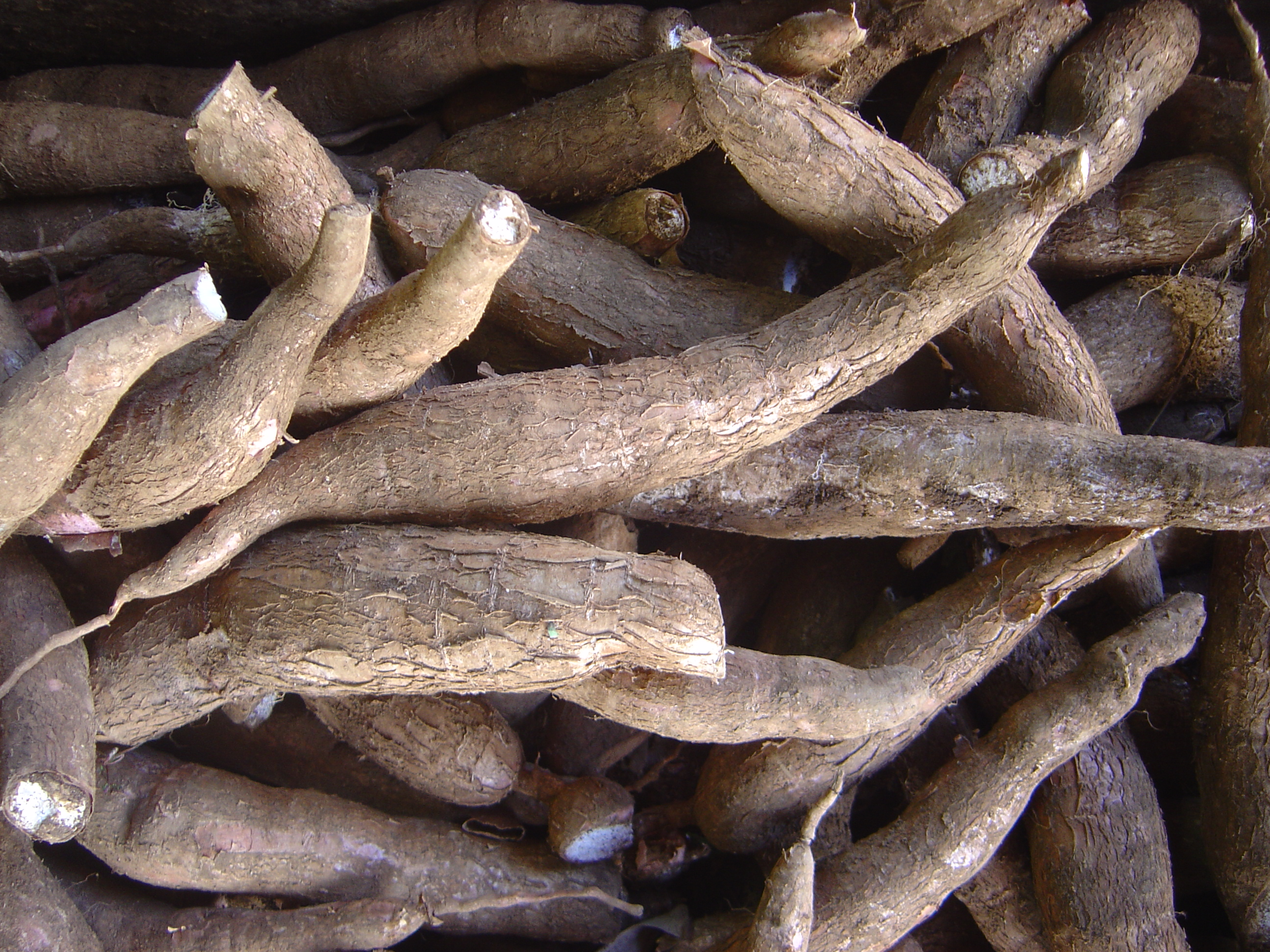
جذور المانيوك.)

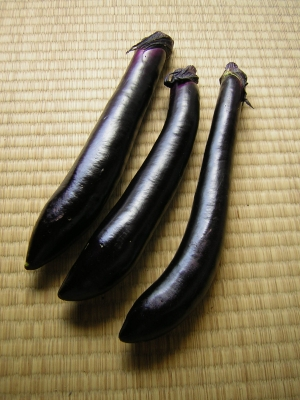
الباذنجان

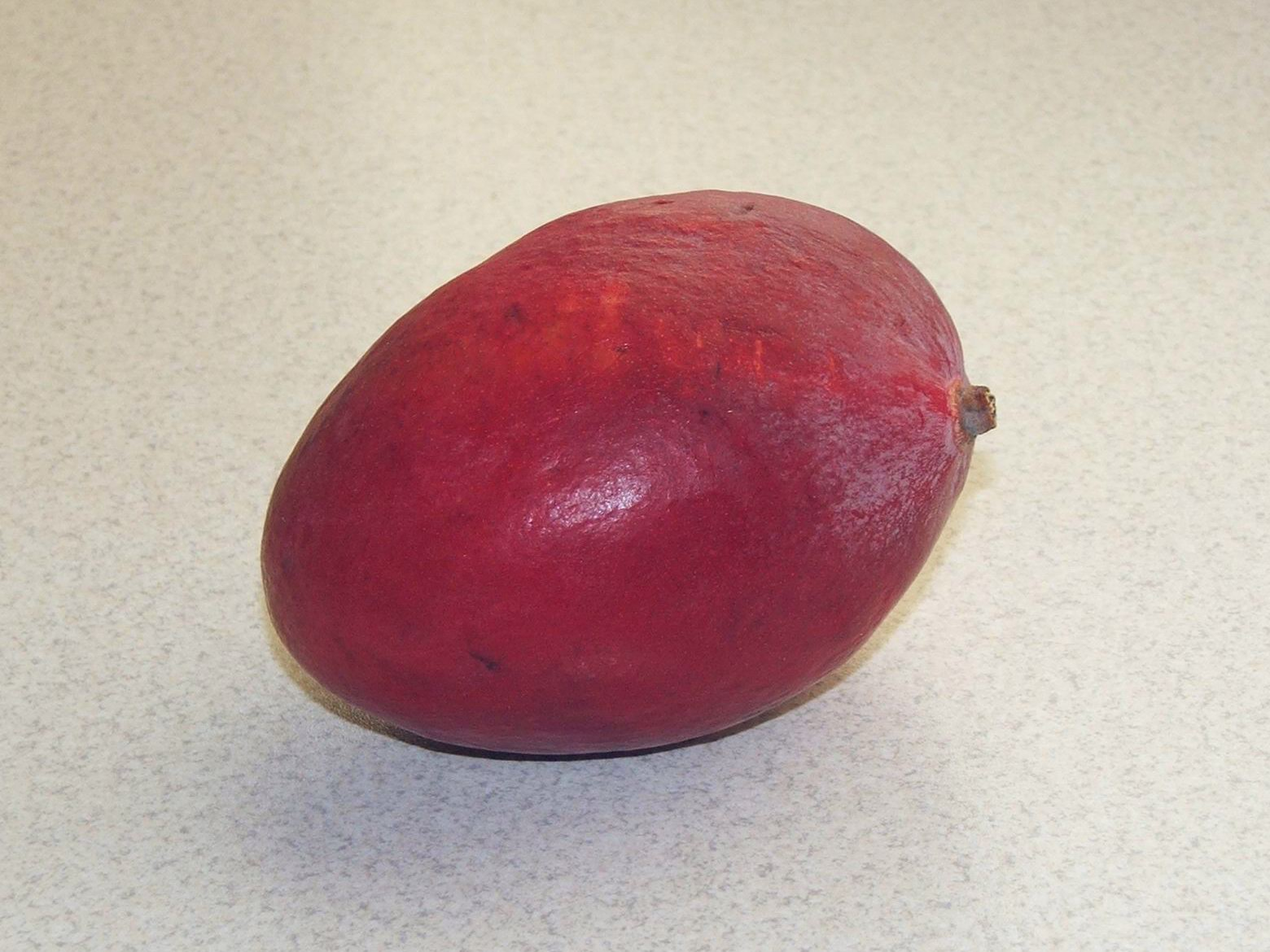
المانجو

تأثر المطبخ الغاني بعوامل كثيرة في الماضي، وقد زادت مكونات المطبخ الغاني من خضروات في وقت الاستعمار وبعده. ومن تلك المنتجات : معجون الطماطم، ومكعبات الشوربة الجاهزة والحليب المجفف.

## الطعام في غانا
تشتهر غانا بالأكلات الكبيرة، التي يدخل فيها مكونات تساعد على الشبع مثل الأرز وفوفو والبرغل والبطاطا والكينكي وموز الطبخ التي تقدم عادة مع الصلصة. كما يكثر أكل الأسماك قرب الساحل أو بالقرب من بحر فولتا حيث يقل ثمنها في تلك المناطق. أما لحوم البقر فيقل أكلها نظرا لارتفاع ثمنها، ولكن تؤكل لحوم الطيور والدجاج بصفة خاصة.
وبسبب حرارة الجو وسرعة فساد اللحوم يكاد كل منزل يقوم بعملية الذبح بنفسه، وكذلك الطباخون يقومون بالذبح بأنفسهم لضمان أن اللحم طازج. ومن النادر وجود لحم الخنزير في المطبخ الغاني بسبب كثرة عدد المسلمين،وهم لا يأكلون الخنزير.
ولا تكوّن الخضروات الجزء الأساسي في المطبخ الغاني، وتقدم السلطات أحيانا في المطاعم. ومن بين الخضروات الشائعة الطماطم والبصل والطماطم ومعجون الطماطم والباذنجان وتكثر الفواكة بأنواعها مثل المانجو والأناناس.

## الطهي
يبدأ إعداد الوجبات عادة بتحمير البصل في زيت نباتي وإضافة معجون الطماطم، ثم تضاف الخضروات وتسبك في صلصة الطماطم.
ونادرا ما يدخل الحليب أو الكريمة أو الجبن في المأكولات المطبوخة في غانا، أما في المدن الكبيرة حيث توجد السوبرماركت والثلاجات فيمكن شراء منها اللبن الزبادي ومنتجات الألبان ولكن بأسعار عالية.

## العادات الغذائية
تختلف العادات الغذائية في غانا بين سكان المدينة وسكان القرى. وعادة لا يهتم الغاني بوجبة الإفطار. تؤكل البطاطا وجذور المانيوك في الجنوب، بينما في الشمال الجاف فيكثر أكل الحبوب والذرة والأرز. وبينما يؤكل اللحم في الشمال يكثر أكل الأسماك في محيط بحر الفولتا وبالقرب من الساحل في الجنوب.
وفي غانا يأكل الناس بأيديهم ويستخدمون اليد اليمنى في أكلهم مع عدم استخدام اليد اليسرى للأكل. ولا تستخدم الشوكة والسكين إلا في بعض المطاعم، حيث يأكل السواح والزوار، وكذلك في بعض بيوت الطبقة العليا.
ولا يدخل الخبز في أساسيات المطبخ الغاني، إلا أنه بستعاض أحيانا عن الإفطار بأنواع من الخبر يدخل الحليب فيها وتؤكل مع الشاي.
ويؤكل الطعام عادة بالشطة كما هو الحال في البلاد الحارة، وتوجد في غانا نحو عشرة أنواع من الفلفل والشطة. كما توجد بعض الصلصات المكونة من الفلفل وحده، مثل شوربة الفلفل المسماة فوفو.
ويؤكل الأناناس والبابايا كتحلية بعد الأكل والمانجو وفواكة أخرى. ويحب الناس أكل الفول السوداني المحمص بين حين وآخر، والذي يجهز أحيانا في صورة زبد السوداني.

## بعض المأكولات
- جاري وهو دقيق المانيوك يحمر في الزيت، ثم يرش على بعض الأكلات أو يغلى في الماء ويجهز منه نوع من البوريه، (مثل بوريه البطاطس).
- كيلاويلي  وهي قطع الموز الناضج مقلية في الزيت ومطعمة بالفلفل والملح.
- رد رد، وهي قطع الموز من موز ناضج محمرة في زيت الجوز وتقدم مع صلصة الفاصولياء.
- جامبايالا وهي شوربة أسماك بالأرز والطماطم والبصل.

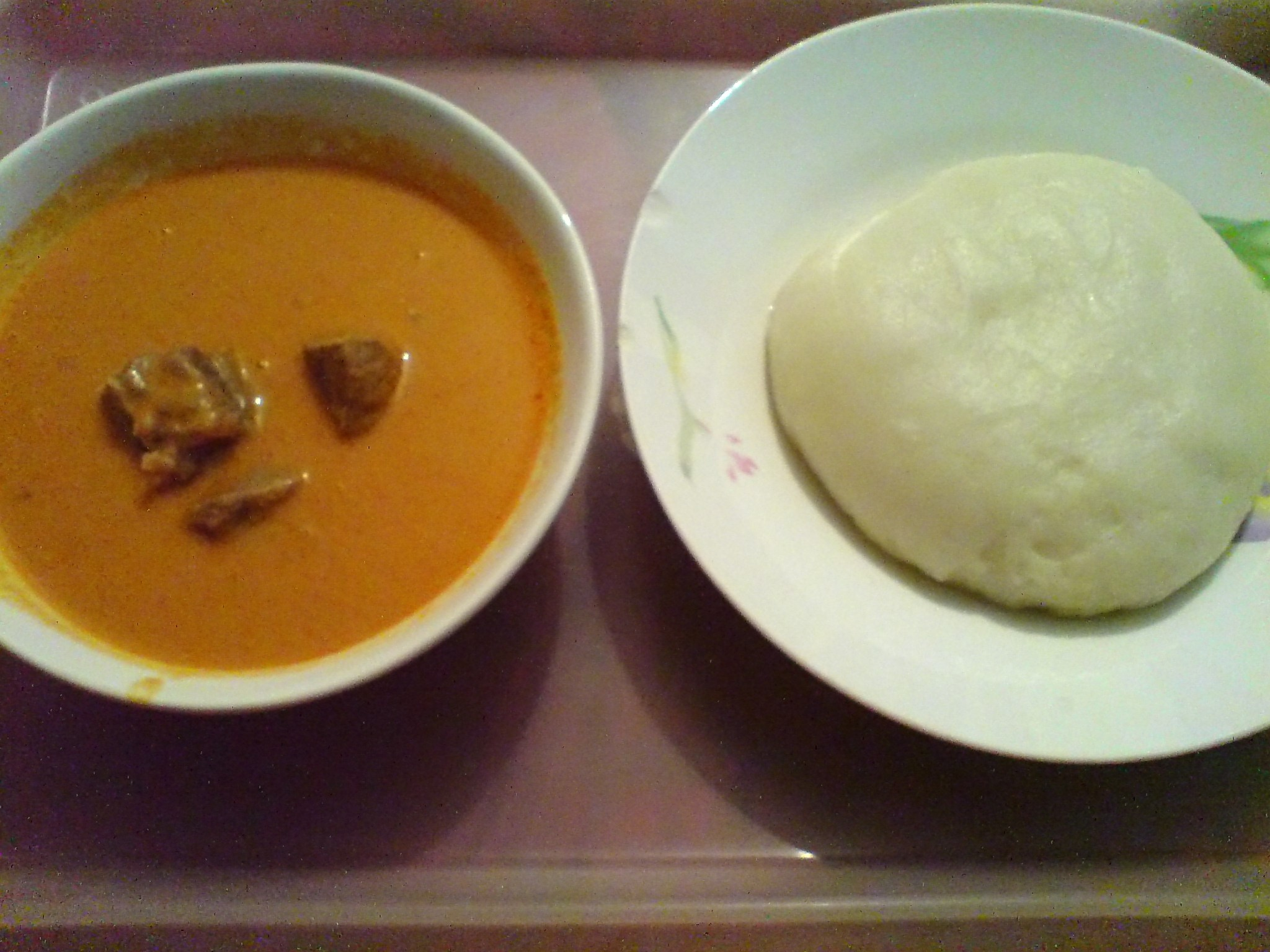
فوفو بصلصة الفول السوداني باللحم.

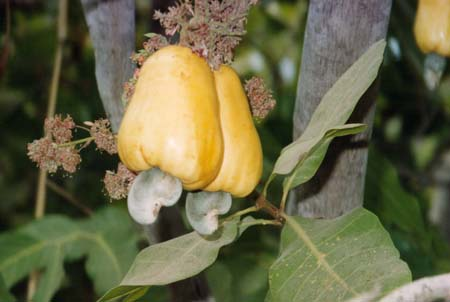
ثمرة الكاشيو.